# Vingtaine Haut de la Vallée
Die Vingtaine Haut de la Vallée (Jèrriais: La Vîngtaine d’la Haut Vallée) ist eine der sechs Verwaltungseinheiten (vingtaines) der Gemeinde (Parish) Saint Lawrence auf der Kanalinsel Jersey. Sie entstand 1965 durch Teilung der Vingtaine de la Vallée in einen oberen (Haut de la Vallée) und unteren (Bas de la Vallée) Teil.

## Einzelnachweis
1. ↑  Gesetzestext auf jerseylaw.je. Abgerufen am 24. April 2020

Koordinaten: 49° 12′ N, 2° 9′ W